# Sainte-Croix (Drôme)
Sainte-Croix is een gemeente in het Franse departement Drôme (regio Auvergne-Rhône-Alpes) en telt 86 inwoners (2009). De plaats maakt deel uit van het arrondissement Die.

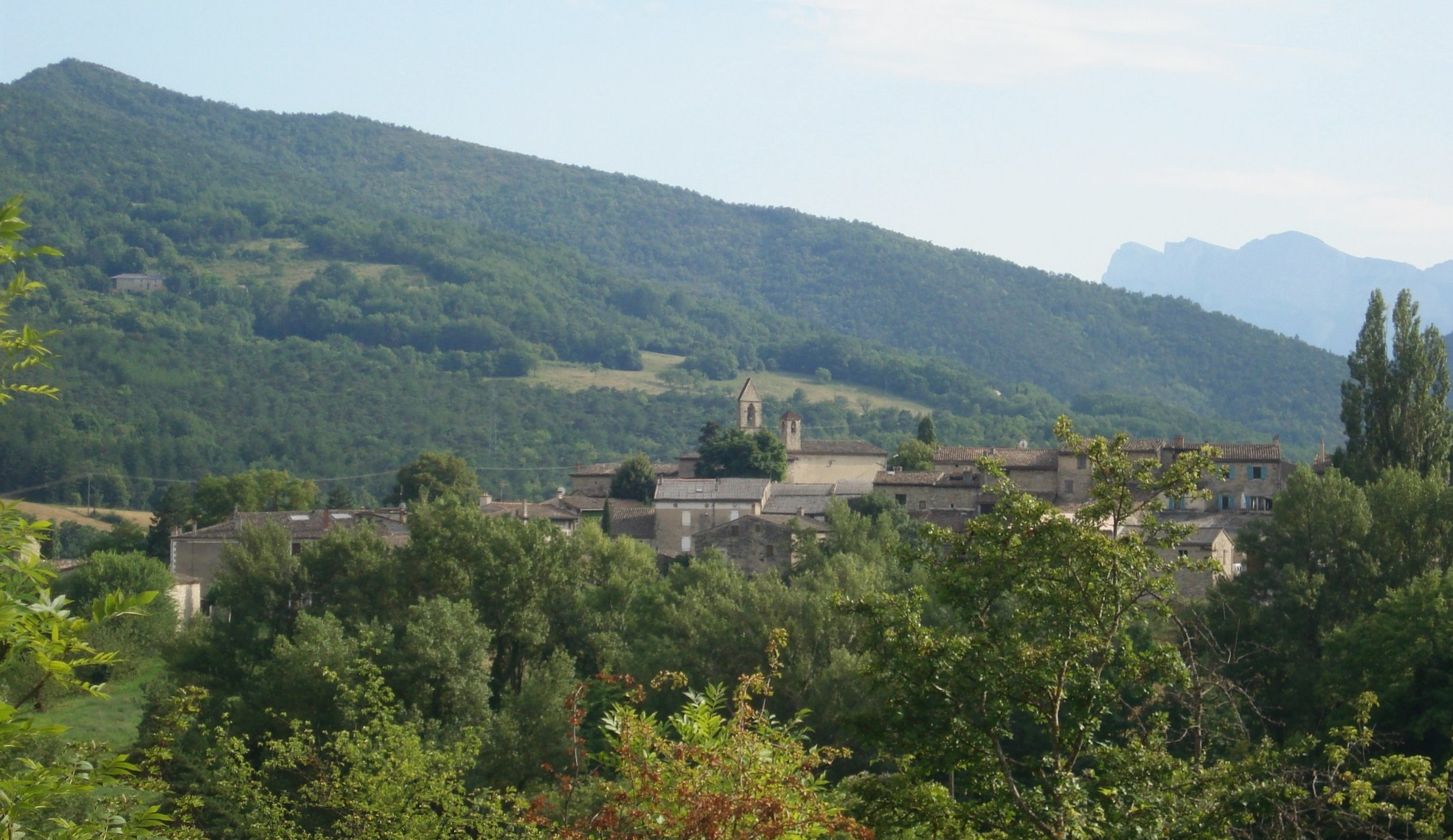
Sainte-Croix
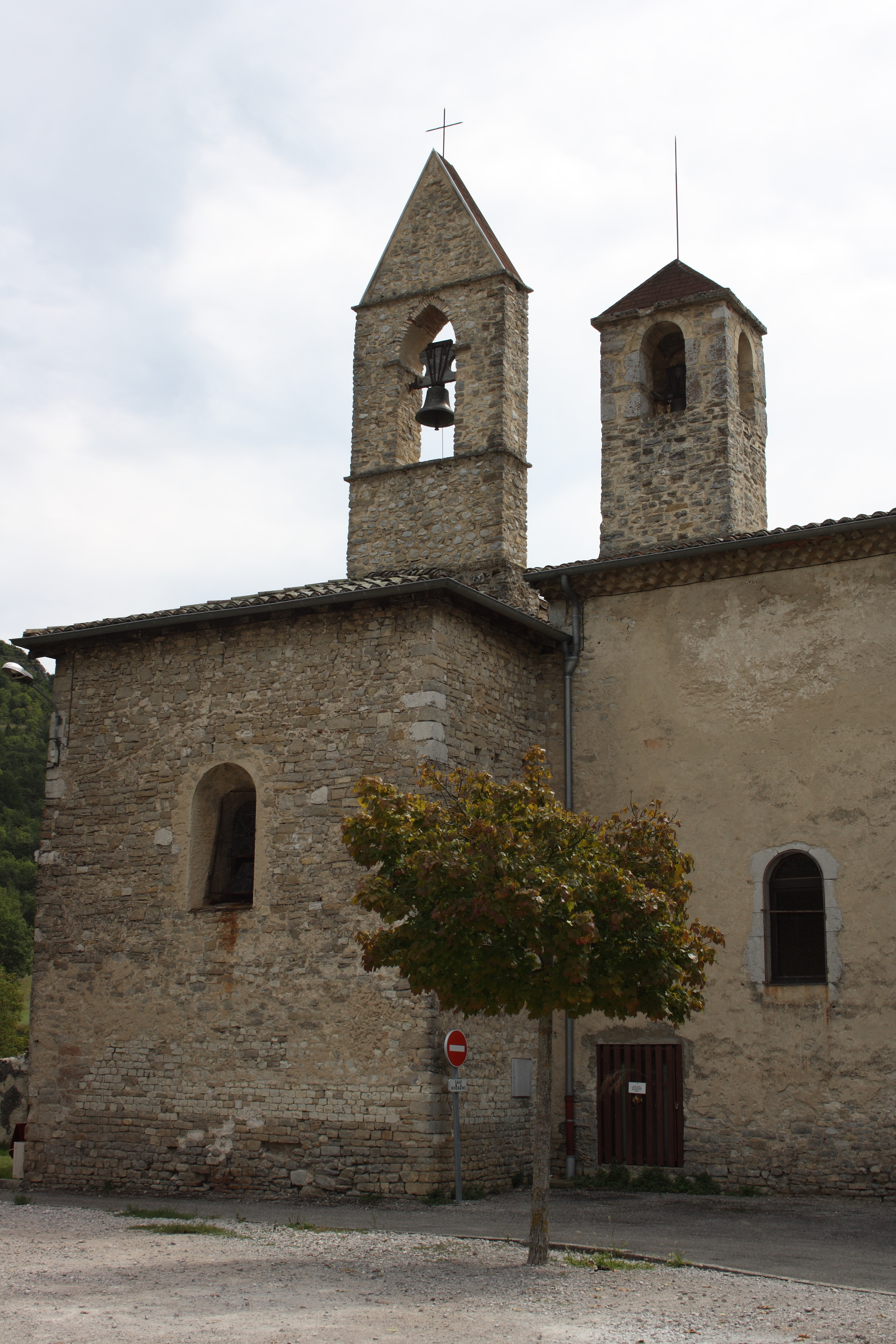
Abdijkerk van Sainte-Croix

## Geografie
De oppervlakte van Sainte-Croix bedraagt 11,3 km², de bevolkingsdichtheid is dus 7,6 inwoners per km².

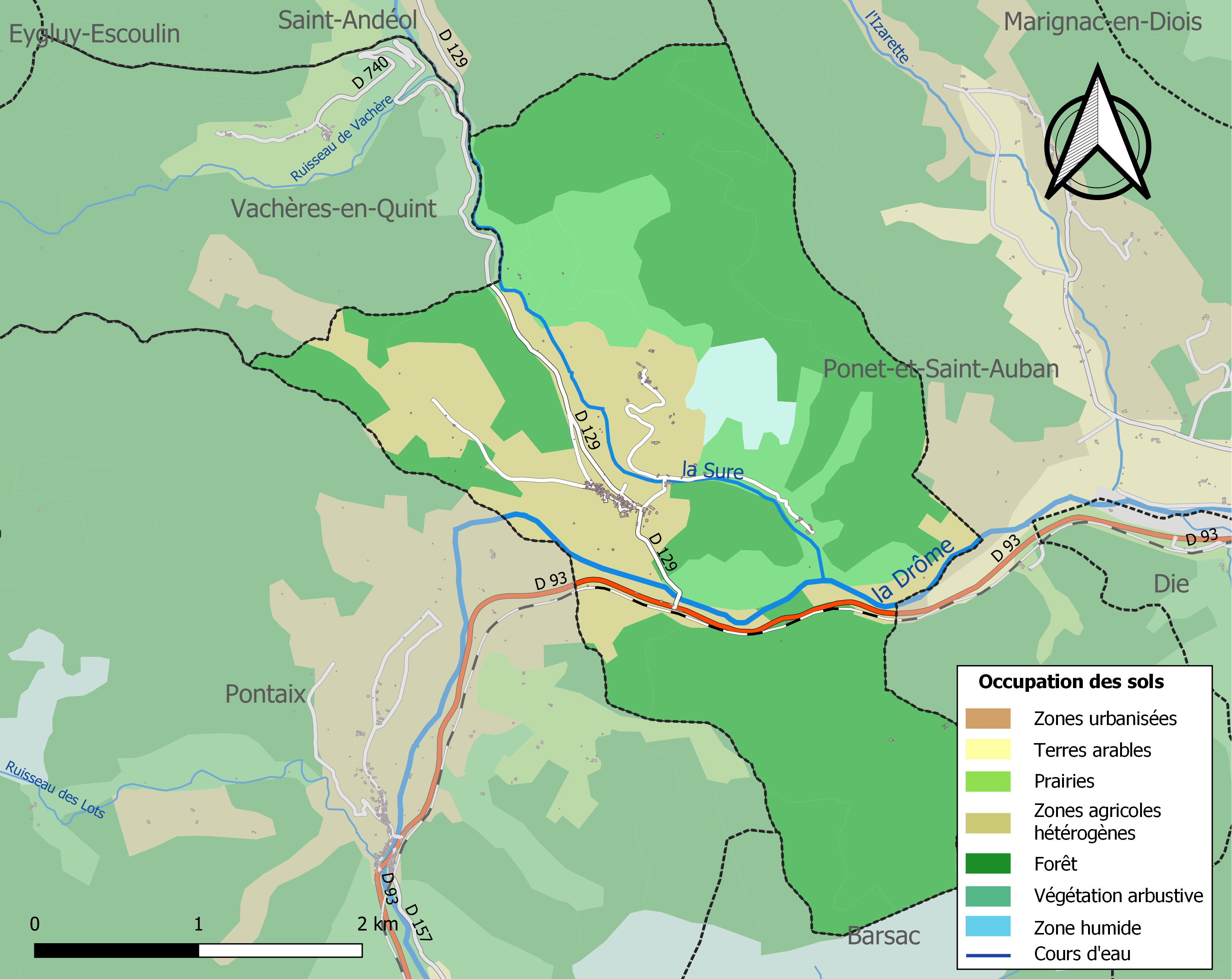
Kaart van de gemeente met belangrijkste infrastructuur, bodemgebruik en omliggende gemeenten

## Demografie
Onderstaande figuur toont het verloop van het inwonertal (bron: INSEE-tellingen).